# Omosessualità adolescenziale

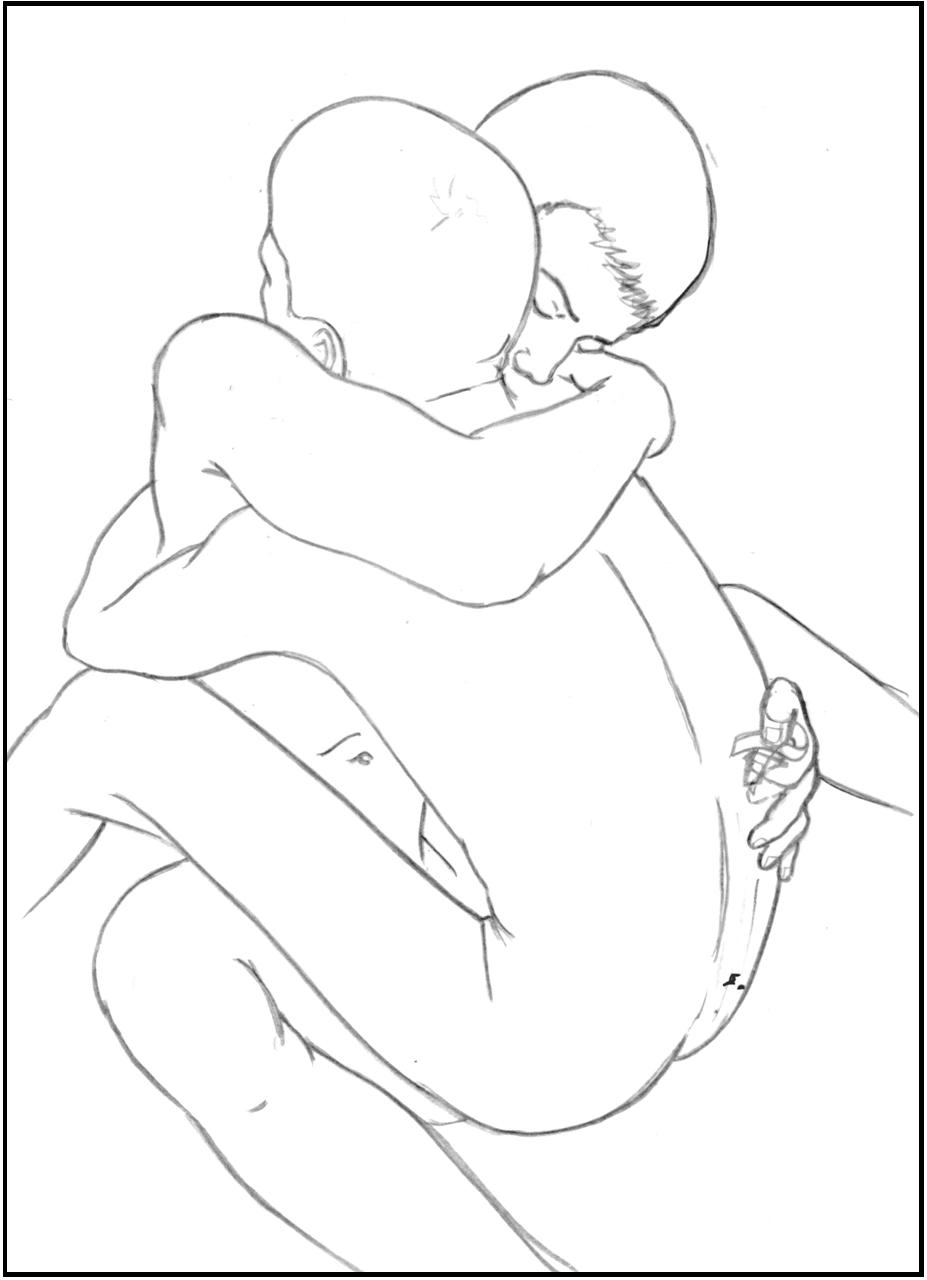
Amplesso amoroso tra due ragazzi adolescenti.

L'adolescenza è una fase della vita caratterizzata da forti cambiamenti, sia a livello psicologico sia fisico: i ragazzi si trovano alla ricerca di una propria auto-consapevolezza identitaria e la sessualità è un fondamentale tassello nella costruzione dell'identità di genere. L'adolescente che si rende conto di provare attrazione nei confronti di coetanei dello stesso sesso può anche incorrere in un problema d'immediata accettazione: affrontare serenamente tale questione è molto importante per ottener la necessaria sicurezza in sé stessi.
Il dubbio e la confusione conseguente possono portare anche a gravi forme di paura e negazione di sé; vari studi indicano che una buona parte degli adolescenti gay si sente rifiutata dalla famiglia e/o dall'ambiente circostante, tanto che molti esperti consigliano di cercare l'indispensabile sostegno presso gruppi di pari (persone della stessa età e nella stessa situazione) perché possano essere aiutati nel loro cammino verso una perfetta accettazione.

## Formazione dell'identità
L'adozione di una sicura identità sessuale è un processo che si costruisce nel tempo, attraverso il quale gli adolescenti realizzeranno poi in maniera completa la propria identità di genere e il loro orientamento sessuale. I ragazzi gay, oltre a dover affrontare i compiti che questo particolare periodo dell'esistenza richiede e le crisi che comporta, spesso sono costretti anche a sperimentare situazioni di vera e propria discriminazione e messaggi negativi rivolti nei loro confronti provenienti dall'ambiente familiare, da quello scolastico o religioso, o dalla comunità degli amici.
Ad Armin Martens ho veramente voluto bene. Fu davvero il mio primo amore e non me ne fu mai concesso uno più tenero, più beato e insieme più doloroso. Sono cose che non si dimenticano anche dopo 70 anni pieni di eventi. Parrà ridicolo, ma io serbo il ricordo di questa passione tutta innocenza come un tesoro. È anche troppo comprensibile che lui non sapesse che farsene della mia esaltazione che gli confessai in un "gran" giorno. Era logico secondo la sua e la mia natura. Ma gli ho elevato un monumento in Tonio Kröger.
Durante la formazione dell'identità e per tutto il periodo adolescenziale uno dei più comuni e ovvi luoghi di confronto è quello costituito dal gruppo dei pari: tra di loro i ragazzi possono confrontare l'evoluzione dei rispettivi corpi, ridefinire il rapporto coi genitori, rendere reciproci i propri sentimenti tramite la socializzazione e le personali capacità relazionali. In molti di questi casi si creano compromessi tra il pensiero più intimo e personale e quello esterno dei coetanei.
Allo stesso modo durante l'adolescenza possono anche essere intensamente vissute delle esperienze le quali, sentimentalmente ed emotivamente, riconducono a una "situazione gay": nella stessa ricerca volta a riconoscere la propria sessualità una buona parte degli adolescenti sperimenta vaghi giochi sessuali con i coetanei dello stesso sesso, ma ciò non comporta necessariamente una messa in discussione della propria sessualità.
Il comportamento omosessuale, come d'altra parte anche quello eterosessuale, non è definibile isolatamente nella mera sessualità, ma anche e soprattutto in un forte sentimento emotivo e affettivo, in una continua interazione e attrazione nei confronti dell'oggetto del desiderio.
Culturalmente l'omosessualità è uno stato ampiamente non accettato di buon grado, specialmente all'interno delle società più conservatrici, per motivi soprattutto religiosi ma non solo.

## Modello Troiden
Il ricercatore Richard R. Troiden nel 1981 ha sintetizzato la formazione dell'identità omosessuale lungo un percorso in quattro fasi; secondo l'autore non tutte le persone che hanno avuto durante l'adolescenza una qualche esperienza di tipo omosessuale poi finiscono con l'acquisire una sicura identità gay o lesbica. Le quattro fasi descritte in tabella sono:
| Stadio                   | Caratteristiche | Età                                    |
| ------------------------ | --- | -------------------------------------- |
| Sensibilizzazione        | Ci si sente in un certo qual modo differenti dai propri coetanei. Le battute ed etichettature negative portano a interiorizzare un concetto riduttivamente povero di sé stesso. | Prima della pubertà                    |
| Confusione               | Si vengono a riconoscere sentimenti e comportamenti propri che potrebbero essere stigmatizzati come omosessuali dagli altri. S'inizia a provare una grande incertezza e si teme che i nuovi impulsi che si cominciano a sentire possano venir riconosciuti come socialmente degradanti.                                | Femmine 18 anni. Maschi 17 anni.       |
| Assunzione dell'identità | Questo è il passo che riduce l'isolamento sociale, aumentando il contatto e la conoscenza con altri che sentono nella sua stessa maniera. Compito principale di questa fase è quello d'imparare a gestire l'eventuale stigma sociale ed è generalmente vissuta senza alcun sostegno da parte della famiglia d'origine. | Femmine 21-23 anni. Maschi 19-21 anni. |
| Integrazione e impegno   | Il sentimento omosessuale che si prova è finalmente integrato in tutti gli aspetti della vita e ciò si riflette nelle scelte sia esistenziali sia amorose. Si rafforza l'identificazione col gruppo, con un aumento di auto-soddisfazione e felicità.                                                                  | Femmine 22-23 anni. Maschi 21-24 anni. |

Tutte le fasi descritte da Troiden sono caratterizzate da un elevato livello di stress. Le strategie che vengono in certi casi utilizzate dagli adolescenti per gestire tali emozioni possono essere:
1. Negazione: gli impulsi e sentimenti provati vengono continuamente negati;
2. Prevenzione: avendo coscienza dei propri impulsi e sentimenti omosessuali, il ragazzo evita tutte quelle situazioni che potrebbero innescare tali impulsi e sentimenti, isolandosi in questo modo sempre più;
3. Riparazione: il ragazzo cerca di correggere quei comportamenti e sentimenti che considera più omosessuali, facendo di tutto per comportarsi nella maniera più eterosessuale possibile. Molti esagerano tale tendenza apparendo agli occhi degli altri estremamente virili/femminili per mostrare (e dimostrare a sé stessi) che in realtà non hanno alcuna tendenza amorosa nei confronti di persone del proprio stesso sesso.

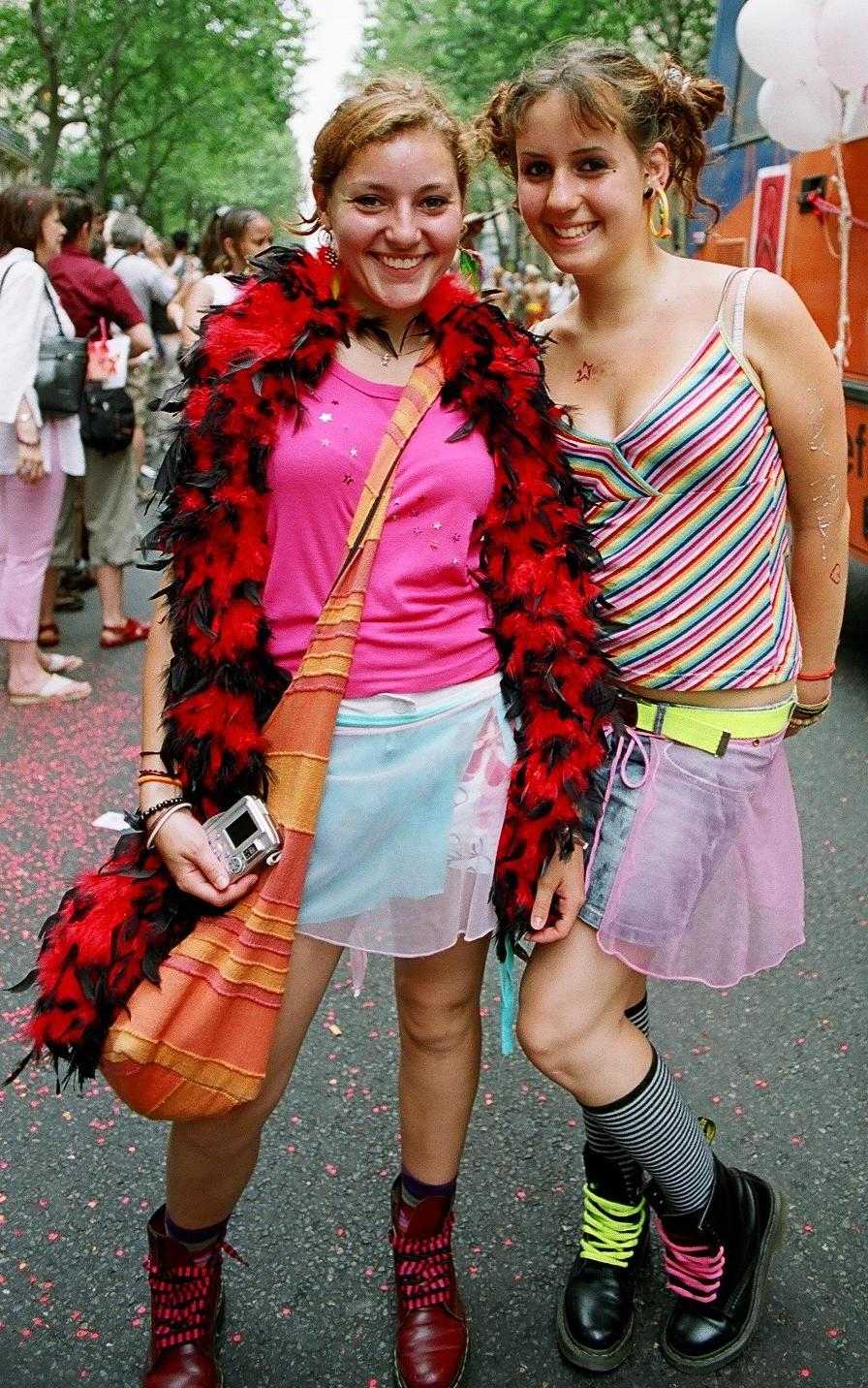
Coppia di ragazze al gay pride di Parigi nel 2005

## Adolescenza e orientamento omosessuale
Molti giovani gay testimoniano di essersi sentiti rifiutati dai familiari a causa del proprio orientamento; allo stesso modo, molti vengono anche ostracizzati dagli amici, dalla comunità religiosa a cui appartengono, oltre a subire umiliazioni in ambito scolastico e sociale in generale.
Se privati di qualsiasi sostegno alcuni di loro potrebbero finire per prendere la strada della prostituzione maschile, con conseguenti tassi più elevati di comportamenti a rischio, tra cui l'uso di sostanze stupefacenti.
Psicologicamente, l'auto-isolamento e l'esclusione possono indurre a depressione e disturbi d'ansia quanto non a veri e propri disturbi psichiatrici. Infine da varie ricerche si può evincere che il tentativo di suicidio giovanile da parte di gay e lesbiche è maggiore di almeno due volte rispetto a quello medio dei loro coetanei eterosessuali.

### Coming out
Uno dei momenti più importanti per ogni giovane gay è sicuramente quello dell'"uscire allo scoperto", internazionalmente chiamato "coming out": vale a dire ammettere pubblicamente la propria attrazione sessuale e sentimento emotivo gay. La risposta può variare dalla calda accoglienza all'aperta ostilità.

### Bullismo e omofobia in ambito scolastico
Il bullismo omofobico è un qualsiasi tipo di danno (quindi psicologico, fisico e morale) inferto a coloro che anche solo sembrano aver un orientamento sessuale differente da quello eterosessuale. La vera e propria violenza a scuola e il fenomeno dell'esclusione ostacolano la partecipazione alla vita sociale piena e diretta: queste forme di molestie possono anche essere alimentate dai pregiudizi culturali che molti adulti trasmettono ai rispettivi figli.

La bandiera dell'orgoglio LGBT

### Il suicidio tra gli adolescenti omosessuali
Per i giovani e gli adolescenti LGBT, rispetto alla popolazione generale, è più probabile commettere almeno un tentativo di suicidio, anche se risulta difficile conoscere l'esatta percentuale in quanto l'autentica motivazione sessuale viene tenuta nascosta (soprattutto a quest'età).

## Arte
- Eurialo e Niso uccidono Ramnete, incisione ad acquaforte di Bartolomeo Pinelli illustrante probabilmente un caso di omosessualità tra adolescenti, ravvisabile nelle pose di due dei tre giovanissimi servitori del re italico (relazione non però presente nel passo dell' Eneide su cui si basa l'opera in questione).

## Cinema
Il tema della presa di coscienza della propria omosessualità durante l'adolescenza è stato affrontato anche al cinema e in alcuni film per la televisione, soprattutto nel terzo millennio.
Tra le pellicole che se ne sono occupate, molte delle quali di origine asiatica e mai distribuite in Europa, ci sono:
- Le amicizie particolari, film francese del 1964, tratto dall'omonimo romanzo di Roger Peyrefitte. Un quattordicenne instaura una relazione proibita con un compagno di scuola di qualche anno più giovane.
- Du er ikke alene, film danese del 1978. La relazione sentimentale che sboccia tra due ragazzini, uno di sedici anni e l'altro di dodici, in una scuola improntata a severe norme religiose.
- Vor een verloren soldaat, film olandese del 1992. Un ragazzino dodicenne, appena terminato l'ultimo conflitto mondiale, si affeziona ed intrattiene una relazione amorosa con un giovane soldato canadese poco più che ventenne. Quest'esperienza gli rimarrà teneramente impressa nel cuore per tutto il resto della sua vita.
- L'età acerba, film francese del 1994. La relazione romantica tra due adolescenti di collegio nei primi anni '60.
- Nagisa no Shindobaddo, film giapponese del 1995. Un ragazzo timido e chiuso in se stesso cerca di confessare i sentimenti che prova nei confronti del compagno di classe.
- Beautiful Thing, film britannico del 1996. La tenera storia d'amore che sboccia tra due ragazzi vicini di casa.
- Johns, film statunitense del 1996. La vita di strada, tra prostituzione e droga, di due adolescenti, uno dei quali è innamorato dell'altro.
- Fucking Åmål - Il coraggio di amare. Film svedese del 1998. L'inizio della relazione tra due ragazze di sedici anni che frequentano la stessa scuola in un piccolo centro della provincia svedese
- Vite nascoste, film britannico del 1998.
- Krámpack, film spagnolo del 2000. Due adolescenti trascorrono le vacanze assieme in una casa al mare. Uno dei due cerca di sedurre l'amico il quale risulta però irrimediabilmente etero.
- Quasi niente, film francese del 2000. L'estate trascorsa assieme, tra litigi e riappacificazioni, di due ragazzi diciottenni.
- L.I.E., film statunitense del 2001. Le prime esperienze sessuali di un ragazzino gay.
- À cause d'un garçon, film francese del 2002. Un giovane alle prese col coming out davanti alla famiglia e agli amici.
- Sommersturm, film tedesco del 2004. La forte attrazione provata da un adolescente nei confronti di quello che è sempre stato il suo miglior amico.
- Mysterious Skin, film statunitense del 2004.
- Formula 17 film taiwanese del 2004. Un ragazzo si trasferisce dalla campagna verso la capitale con l'intento d'innamorarsi finalmente di qualcuno.
- Sugar, film canadese del 2004. Un adolescente per amore nei confronti d'un ragazzo più grande sceglie di percorrere assieme a lui la vita di strada e la prostituzione maschile.
- My Fair Son, film cinese del 2005.
- Ang pagdadalaga ni Maximo Oliveros, film filippino del 2005. Un adolescente effeminato si trova a dover scegliere tra l'amore nei confronti di un poliziotto e la fedeltà alla famiglia di ricettatori.
- Eternal Summer, film taiwanese del 2006. Un triangolo amoroso tra liceali compagni di scuola, due maschi e una femmina.
- The History Boys, film britannico del 2006. Ambientato nei primi anni '80, narra le vicende quotidiane di un gruppo di ragazzi che frequentano la stessa scuola.
- Takumi-kun series (2007-11), una serie di cinque film giapponesi tratti da un manga di genere yaoi. Si narrano le vicende sentimentali di un gruppo di ragazzi liceali che vivono nel convitto di una scuola privata.
- Naissance des pieuvres, film francese del 2007. Una ragazza si prende una cotta per l'amica.
- The Love of Siam, film thailandese del 2007. Storia d'un amore romantico tra un adolescente omosessuale e il suo miglior amico etero.
- Kindan no koi, film giapponese del 2008.
- Taiikukan Baby, film giapponese del 2008. La storia sentimentale tra due adolescenti, uno dei quali è innamorato dell'altro.
- Ang lihim ni Antonio, film filippino del 2008.
- J'ai tué ma mère, film francese del 2009. La tragica presa di coscienza della propria omosessualità di un adolescente ostacolato dalla madre.
- Boy, film filippino del 2009. Un ragazzo di buona famiglia intraprende una relazione con un coetaneo che fa il ballerino in un night club.
- Parēdо, film giapponese del 2010. Uno dei protagonisti è un adolescente prostituto.
- Noi siamo infinito, film statunitense del 2012.
- Jongens, film olandese del 2014. Racconta del percorso di autocoscienza di un adolescente nei confronti della propria omosessualità.
- Pride, film inglese 2014
- Un bacio, film italiano 2016
- Bullied to Death, film italo-americano del 2016.
- Die Mitte der Welt, film tedesco del 2016. Un ragazzo gay si sente attratto da un nuovo compagno di scuola, ma nasceranno gelosie tra lui e una sua amica.
- Fair Haven, film statunitense del 2016. Un ragazzo gay torna nella sua città dopo una lunga terapia per farlo tornare etero, ma incontrerà il suo ex fidanzato.
- Chiamami col tuo nome, film per metà italiano e per metà statunitense del 2017. La storia d'amore tra un 17enne e un ragazzo più grande.
- Tuo, Simon, film statunitense del 2018. Un ragazzo di 17 anni nasconde un segreto, essere gay. Cause esterne rivelano la propria omosessualità.